# Trilogía de La granja (reality show de Chile)
La granja, La granja VIP y Granjeras fue una trilogía de un programa chileno de televisión del formato de telerrealidad o reality show, transmitido por Canal 13 y producido por Promofilm en Chile. El programa, basado en la franquicia internacional La granja, que contó posteriormente con dos ediciones adicionales tras el éxito de su primera temporada, por eso lo de trilogía.
La primera versión fue transmitida entre enero y abril de 2005, siendo un éxito de sintonía. La segunda llamada La granja VIP, transmitida desde mayo a agosto, incluyó a algunos personajes famosillos. Ambas versiones fueron conducidas por el animador Sergio Lagos. El 26 de septiembre de 2005 fue estrenada la tercera temporada, llamada Granjeras, compuesta por 14 mujeres y animada por Catalina Pulido y Javier Estrada, durando hasta fines de diciembre.

## Estructura y desarrollo
La granja fue un reality show consistente en 16 participantes que ingresan a una granja, ubicada en Pirque, una comuna rural de la Región Metropolitana, distante a unos 30 kilómetros al sur de la ciudad de Santiago, y posteriormente camino a Farellones, una localidad precordillerana famosa por sus centros de esquí. Allí, los concursantes debieron dejar de lado las comodidades de la vida moderna y adecuarse a la vida del campo, teniendo que aprender a ordeñar vacas, cortar leña, cocinar, racionar la escasa comida y vivir aislado de la sociedad.
El concurso se desarrolla en tres etapas. Al comienzo, los dieciséis participantes son divididos en dos grupos identificados por colores. Al comienzo de cada semana se designa a un capataz, el cual se convierte en el líder de la comunidad, posee inmunidad y debe dirimir una votación en caso de empate. Los dos equipos se enfrentan a continuación en una competencia física, donde el equipo ganador se convierte en "inmune". Los mismos participantes deben elegir a un nominado entre aquellos que no poseen inmunidad, mientras que el público, por votación telefónica, designa al segundo nominado dentro del equipo perdedor. Al final de cada semana de competencia (transmitida los martes), ambos nominados deben enfrentarse a un duelo, donde el perdedor debe retirarse de la competencia nominando previamente al nuevo capataz. En la segunda etapa del concurso, los equipos se reorganizan pero mantienen el sistema de eliminación anterior.
En la última etapa, el capataz pierde la inmunidad, se disuelven los equipos y se realizan pruebas individuales. El ganador queda inmune y el resto de los postulantes se someten al mismo procedimiento de eliminación; en la última semana, el ganador clasifica de inmediato a la final y los demás deban seguir con algunas pruebas. Los últimos dos participantes participan en un duelo final transmitido en directo; el ganador recibe el premio final de más de 50 millones de pesos y un automóvil, mientras que el segundo lugar se ha llevado un premio de hasta 10 millones.
Las tres versiones de La granja fueron un suceso televisivo a nivel nacional, especialmente sus dos primeras ediciones. La mayoría de los medios de comunicación chilenos se mantuvieron pendientes de los acontecimientos que ocurrían dentro del concurso, destacándose las filtraciones producidas en el equipo realizador gracias a las cuales los medios de comunicación lograron publicar en primera plana el nombre de los eliminados, horas antes de que el episodio fuera transmitido (puesto que en general había un desfase de 48 h entre las grabaciones y la transmisión).
| Temporada     | Estreno                  | Final                   | Ganador            | Segundo Lugar   | N.º de concursantes | N.º de episodios |
| ------------- | ------------------------ | ----------------------- | ------------------ | --------------- | ------------------- | ---------------- |
| La Granja     | 4 de enero de 2005       | 19 de abril de 2005     | Gonzalo Egas       | Álex Gerhard    | 16                  | 70               |
| La Granja VIP | 10 de mayo de 2005       | 12 de agosto de 2005    | Javier Estrada     | Gabriel Mendoza | 16                  | 66               |
| Granjeras     | 26 de septiembre de 2005 | 22 de diciembre de 2005 | Angélica Sepúlveda | Débora Cortés   | 16                  | 62               |

- Datos: Q920992